# Bergbahn Lauterbrunnen-Mürren
La Bergbahn Lauterbrunnen-Mürren (in italiano ferrovia di montagna Lauterbrunnen-Mürren), nota anche come Mürrenbahn, è un sistema di trasporto misto situato in Svizzera in cui la prima tratta, funiviaria, viene integrata da una seconda tratta, ferroviaria.

## Storia
Nel 1887 venne concessa l'autorizzazione per la costruzione e l'esercizio di una funicolare e di una ferrovia elettrica tra Lauterbrunnen e Mürren. Progettata, tra gli altri, dall'ingegner Niklaus Riggenbach, la linea fu inaugurata il 14 agosto 1891 dopo due anni di lavori; l'esercizio della linea, inizialmente attiva solo nella stagione estiva, fu affidato alle ferrovie dell'Oberland bernese (BOB).
Nell'inverno 1901/1902 venne trasformata la funicolare, passando da un funzionamento a contrappesi alla trazione elettrica con un incremento della velocità e (con l'acquisto di vetture più capienti) del numero di passeggeri trasportati; nel 1910 la funicolare venne prolungata a Lauterbrunnen ad un nuovo capolinea situato nei pressi della strada cantonale.
Dal 15 dicembre 1910 la linea è in funzione anche nei mesi invernali: a tal fine vennero realizzate delle protezioni paravalanghe a Grütschalp. Tra il 1948 e il 1950 venne ammodernata la funicolare con la costruzione di un nuovo edificio per la sala macchine, sostituendo le rotaie e le carrozze ed installando delle gru per il trasbordo delle merci a Lauterbrunnen e Grütschalp.
La funicolare, deterioratasi con il passare degli anni a causa di alcuni smottamenti (già nel 1964 si era dovuto rinforzare con cemento armato le volte del viadotto della funicolare), chiuse il 25 aprile 2006; è stata sostituita da una funivia, realizzata dalla Garaventa e aperta il 15 dicembre 2006, mantenendo la medesima stazione superiore.
La linea è gestita dalla società Bergbahn Lauterbrunnen-Mürren AG (BLM), costituitasi nel 1891, una controllata della Jungfraubahn Holding AG.

## Caratteristiche
La tratta funiviaria è lunga 1,432 km e ha una pendenza media del 546 per mille; la sezione ferroviaria, a scartamento metrico e binario unico, è lunga 4,312 km, è elettrificata a corrente continua con la tensione di 750 V (525 V all'apertura della linea, 560 V fino al 2023); il raggio minimo di curva è 48 metri, la pendenza massima è del 65 per mille.

### Percorso
|  | Head station | Aerial tramway |

| Station on track |

| End station |

| Unknown route-map component "uexKBHFa" |

| Unused urban continuation forward |

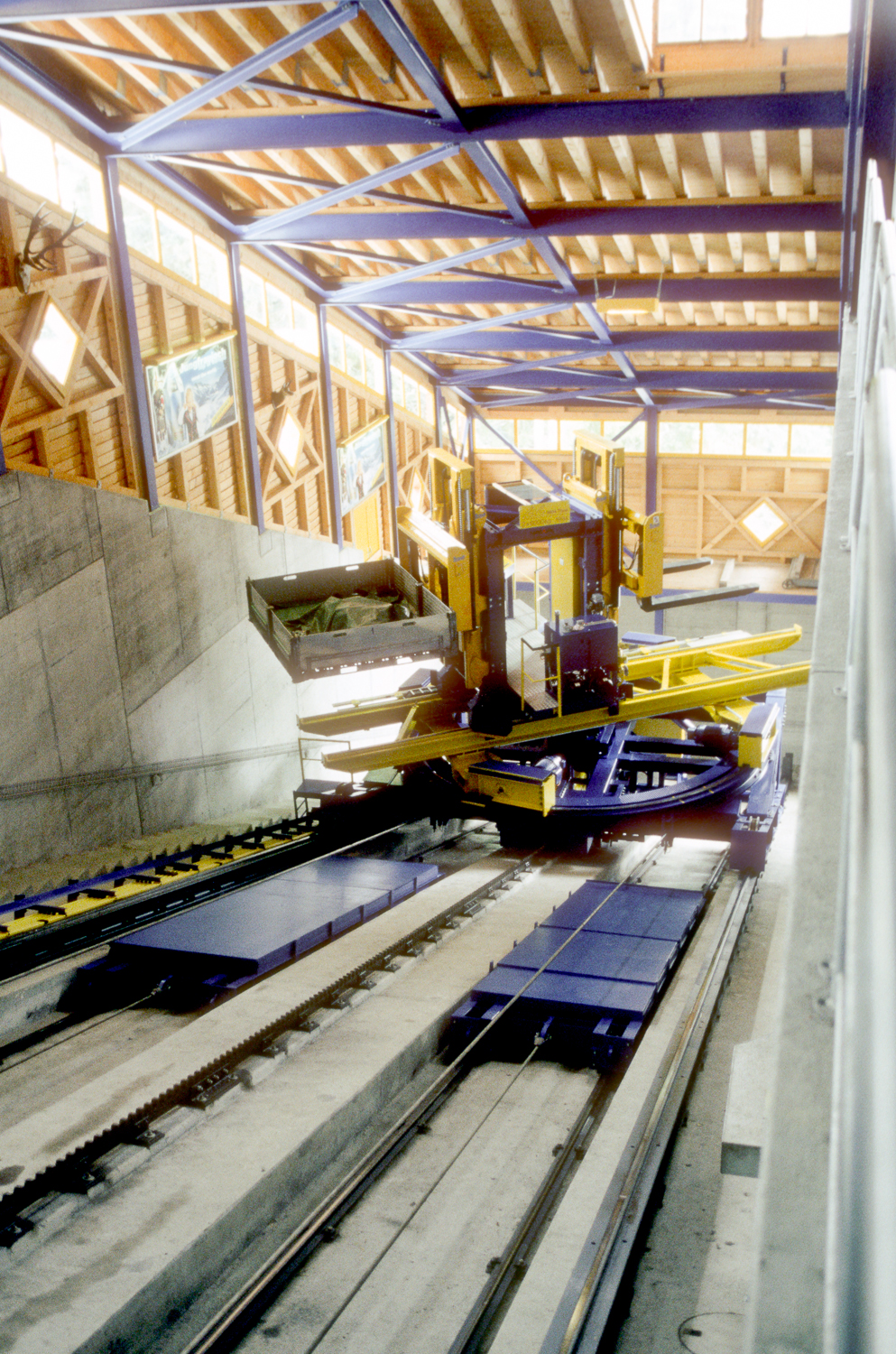
Il macchinario per il trasbordo delle merci alla stazione di Grütschalp

La tratta funiviaria parte nei pressi della stazione di Lauterbrunnen, capolinea delle Ferrovie dell'Oberland bernese e della Wengernalpbahn. Dopo circa quattro minuti di viaggio si arriva a Grütschalp, dove termina il tragitto della funivia e parte la ferrovia: all'interno della stazione esiste un macchinario per il trasbordo di merci tra le due sezioni della linea.
La ferrovia ha una stazione intermedia a Winteregg, e termina la corsa a Mürren, dopo poco più di quattro chilometri, percorsi in 12 minuti. La BLM è, insieme alla funivia Stechelberg-Mürren-Schilthorn, l'unico modo per raggiungere Mürren, località interdetta al transito delle automobili.

## Materiale rotabile
All'apertura il materiale rotabile consisteva in tre locomotori elettrici a due assi (simili a quelli in servizio sulla ferrovia Sissach-Gelterkinden) costruiti dalla Oerlikon, due carrozze a carrelli (senza vetri ai finestrini) e due carri merce. Nel 1903, a causa delle sfavorevoli condizioni di aderenza i locomotori vennero convertiti al sistema Rowan, collegando permanentemente gli stessi con una carrozza e aumentando la massa aderente.
Nel 1911, a seguito del prolungamento del servizio anche in inverno, i locomotori (tranne uno, mantenuto per treni merci e di servizio) furono sostituiti da due elettromotrici (BFe 2/4 11÷12) costruite dalla SIG con parte elettrica Oerlikon; una terza automotrice a quattro assi (BFe 4/4 13) fu consegnata da SIG e SAAS nel 1925. Nel 1967 entrarono in servizio nuovi rotabili forniti da SIG, Brown Boveri e SAAS (BDe 4/4 21÷23) che permisero di accantonare i mezzi più vecchi (sopravvisse l'automotrice 11, conservata come rotabile storico). Nel 2010 è stata comprata una quarta automotrice dalla Aare Seeland mobil (BDe 4/4 31).
Dal novembre 2023 Stadler Rail ha iniziato la consegna di nuovi elettrotreni che sostituiranno le automotrici degli anni Sessanta, vendute in Germania.

### Materiale motore - prospetto di sintesi
| Tipo                   | Unità          | Anno di costruzione | Costruttore  | Note |
| ---------------------- | -------------- | ------------------- | ------------ | --- |
| Locomotive elettriche  | Ge 2/2 1÷3     | 1891                | MFO          | trasformate nel 1902-03 come parte di composizioni tipo Rowan; 3 radiata nel 1913, 2 radiata nel 1919, 1 distrutta da una valanga nel 1923 |
| Automotrici elettriche | CFe 2/4 11÷12  | 1913                | SIG-MFO      | riclassificate BFe 2/4 nel 1956, BDe 2/4 nel 1962; 11 ceduta nel 2024 al Museo svizzero dei trasporti, 12 radiata nel 1967                 |
| Automotrice elettrica  | CFe 2/4 13     | 1925                | SIG-SAAS     | riclassificata BFe 2/4 nel 1956, BDe 2/4 nel 1962; radiata nel 1964                                                                        |
| Automotrici elettriche | BDe 4/4 21÷23  | 1967                | SIG-BBC-SAAS | cedute alla Verein Kohlebahnen di Meuselwitz                                                                                               |
| Automotrice elettrica  | BDe 4/4 31     | 1966                | SWS-MFO      | ex ASm, acquistata nel 2010, radiata nel 2024                                                                                              |
| Automotrici elettriche | Be 4/6 101÷103 | 2023                | Stadler      | in servizio dal 2024 |